# 384584 Jenniferlawrence
384584 Jenniferlawrence è un asteroide della fascia principale. Scoperto nel 2010, presenta un'orbita caratterizzata da un semiasse maggiore pari a 2,759066 UA e da un'eccentricità di 0,212887, inclinata di 14,845340° rispetto all'eclittica. Ha un diametro di 3,530 km.
È dedicato a Jennifer Lawrence, nota attrice americana.